# Team BULLS/Saisons 2007-2010 und 2012
Dieser Artikel beschreibt die Erfolge des Team BULLS in den Saisons 2007–2010 und den Kader in der Saison 2012.

## Team 2012
| Name            | Geburtstag | Nationalität |
| --------------- | ---------- | ------------ |
| Karl Platt      | 14.03.1978 | Deutschland  |
| Stefan Sahm     | 24.08.1976 | Deutschland  |
| Tim Böhme       | 02.07.1982 | Deutschland  |
| Thomas Dietsch  | 08.08.1974 | Frankreich   |
| Anja Gradl      | 06.05.1986 | Deutschland  |
| Simon Stiebjahn | 29.03.1990 | Deutschland  |
| Marcus Nicolai  | 12.08.1991 | Deutschland  |
| Martin Frey     | 24.01.1994 | Deutschland  |

## Erfolge 2008–2010
2009 belegte das Team BULLS Platz 2 im UCI-Team-Ranking der Kategorie Marathon. Bestplatzierter Fahrer im UCI-Individual-Ranking 2009, war Thomas Dietsch auf dem 5. Platz.

### Erfolge Saison 2010
| Rennen                                 | Platzierung | Fahrer                  |
| -------------------------------------- | ----------- | ----------------------- |
| Cape Epic                              | Gesamtsieg  | Karl Platt, Stefan Sahm |
| Transalp                               | Gesamtsieg  | Karl Platt, Stefan Sahm |
| Grand Raid Cristalp                    | 1. Platz    | Karl Platt              |
| Grand Raid Cristalp                    | 2. Platz    | Thomas Dietsch          |
| Manavgat MTB-Marathon                  | Gesamtsieg  | Thomas Dietsch          |
| Rothaus Singen Bike Marathon           | 1. Platz    | Tim Böhme               |
| Rothaus Singen Bike Marathon           | 3. Platz    | Stefan Sahm             |
| Ischgl Ironbike                        | 2. Platz    | Karl Platt              |
| Ischgl Ironbike                        | 6. Platz    | Tim Böhme               |
| Rocky Mountain Bike Marathon Willingen | 3. Platz    | Thomas Dietsch          |
| Rocky Mountain Bike Marathon Willingen | 4. Platz    | Tim Böhme               |
| Nationalpark Bike-Marathon Scuol       | 3. Platz    | Karl Platt              |
| Nationalpark Bike-Marathon Scuol       | 5. Platz    | Thomas Dietsch          |
| Trans Germany                          | 4. Platz    | Thomas Dietsch          |
| Weltmeisterschaft Marathon             | 7. Platz    | Karl Platt              |
| Weltmeisterschaft Marathon             | 9. Platz    | Thomas Dietsch          |
| Weltmeisterschaft Marathon             | 12. Platz   | Tim Böhme               |

### Erfolge Saison 2009
| Rennen                                 | Platzierung | Fahrer                    |
| -------------------------------------- | ----------- | ------------------------- |
| Cape Epic                              | Gesamtsieg  | Karl Platt, Stefan Sahm   |
| Trans Germany                          | Gesamtsieg  | Thomas Dietsch            |
| Trans Schwarzwald                      | Gesamtsieg  | Stefan Sahm               |
| Trans Schwarzwald                      | 2. Platz    | Thomas Dietsch            |
| Französische Meisterschaft Marathon    | 1. Platz    | Thomas Dietsch            |
| Deutsche Meisterschaft Marathon        | 2. Platz    | Tim Böhme                 |
| Deutsche Meisterschaft Marathon        | 3. Platz    | Stefan Sahm               |
| Deutsche Meisterschaft Marathon        | 4. Platz    | Karl Platt                |
| Rothaus Singen Bike Marathon           | 1. Platz    | Tim Böhme                 |
| Vendée Vert                            | 1. Platz    | Thomas Dietsch            |
| Transalp                               | 3. Platz    | Thomas Dietsch, Tim Böhme |
| Rocky Mountain Bike Marathon Willingen | 3. Platz    | Tim Böhme                 |
| Rocky Mountain Bike Marathon Willingen | 4. Platz    | Thomas Dietsch            |
| Rocky Mountain Bike Marathon Willingen | 5. Platz    | Stefan Sahm               |
| Weltmeisterschaft Marathon             | 11. Platz   | Thomas Dietsch            |

### Erfolge Saison 2008
| Rennen                              | Platzierung | Fahrer                  |
| ----------------------------------- | ----------- | ----------------------- |
| Transalp                            | Gesamtsieg  | Karl Platt, Stefan Sahm |
| Trans Schwarzwald                   | Gesamtsieg  | Karl Platt, Stefan Sahm |
| Deutsche Meisterschaft Marathon     | 1. Platz    | Karl Platt              |
| Deutsche Meisterschaft Marathon     | 2. Platz    | Stefan Sahm             |
| Trans Germany                       | Gesamtsieg  | Thomas Dietsch          |
| Französische Meisterschaft Marathon | 1. Platz    | Thomas Dietsch          |
| Cape Epic                           | 2. Platz    | Karl Platt, Stefan Sahm |
| Weltcup Marathon Manavgat           | 3. Platz    | Karl Platt              |
| Weltcup Marathon Manavgat           | 4. Platz    | Stefan Sahm             |
| Weltcup Marathon Ornans             | 3. Platz    | Karl Platt              |
| Roc Marathon 83                     | 3. Platz    | Stefan Sahm             |
| Europameisterschaft Marathon        | 4. Platz    | Karl Platt              |
| Weltmeisterschaft                   | 11. Platz   | Karl Platt              |

### Erfolge Saison 2007
| Rennen                                      | Platzierung | Fahrer                  |
| ------------------------------------------- | ----------- | ----------------------- |
| Cape Epic                                   | Gesamtsieg  | Karl Platt, Stefan Sahm |
| Trans Germany                               | Gesamtsieg  | Karl Platt, Stefan Sahm |
| Transalp                                    | Gesamtsieg  | Karl Platt, Stefan Sahm |
| Rocky Mountain Bike Marathon Riva del Garda | 1. Platz    | Stefan Sahm             |
| Rocky Mountain Bike Marathon Willingen      | 1. Platz    | Karl Platt              |
| Rocky Mountain Bike Marathon Willingen      | 2. Platz    | Stefan Sahm             |
| Sigmasport Neustadt-Marathon                | 1. Platz    | Karl Platt              |
| Weltmeisterschaft Marathon                  | 9. Platz    | Karl Platt              |
| Weltcup Cross-Country Houffalize            | 13. Platz   | Karl Platt              |
| Weltcup Cross-Country Houffalize            | 17. Platz   | Stefan Sahm             |

### Junioren-Erfolge Saison 2009
| Rennen                                        | Platzierung | Fahrer       |
| --------------------------------------------- | ----------- | ------------ |
| Junioren-Weltcup Cross-Country Houffalize     | 2. Platz    | Martin Gluth |
| Junioren-Europameisterschaft Cross-Country    | 3. Platz    | Martin Gluth |
| Deutsche Junioren-Meisterschaft Cross-Country | 3. Platz    | Martin Gluth |
| Junioren-Weltcup Cross-Country Offenburg      | 4. Platz    | Martin Gluth |

### Junioren-Erfolge Saison 2008
| Rennen                                    | Platzierung | Fahrer       |
| ----------------------------------------- | ----------- | ------------ |
| Junioren-Weltcup Cross-Country Houffalize | 4. Platz    | Martin Gluth |